# William Markham (évêque)
Pour les articles homonymes, voir William Markham.
William Markham (1719-1807) est un ecclésiastique anglican.
Il est évêque de Chester de 1771 à 1776, puis archevêque d'York de 1776 à 1807.